# 미티어 (드라마)
미티어(Meteor)는 2009년 7월 12일부터 7월 19일까지 방영된 미국 NBC 드라마이다.

## 방송 시간
| 방송 채널 | 방송 기간                    | 방송 시간                                    |
| --------- | ---------------------------- | -------------------------------------------- |
| KBS 2TV   | 2009년 10월 11일 ~ 10월 18일 | 일요일 밤 11:35 ~ 1:15(100분(2편 연속 방송)) |

## 한국판 성우진(KBS)
- 이정구 - 잭(빌리 캠벨)
- 김준 - 칼(마이클 루커)
- 이완호 - 리먼 박사(크리스토퍼 로이드)
- 박상일 - 크로우 보안관(스테이시 키치)
- 온영삼 - 브래서 장군(어니 허드슨)
- 정미숙 - 오닐(말라 소콜로프)
- 김소형 - 채트윈(제이슨 알렉산더) / 드와이트(스티븐 브릿지워터)
- 오인성 - 러셀(케네스 미첼) / 트랜트(챈슬러 밀러)
- 유호한 - 벅(해리슨 나이트) / 백(데이빗 스타직) / 코스키(자체리 타이 브라이언) / 쉐프(카밴 리스)
- 이미향 - 제니(미미 마이클스)
- 서지연 - 첼시(에린 코트웰)
- 최하나 - 퀴글리(카밀 첸) / 마이클(지미 핀책) / 마야(티파니 하인즈) / 허슬리(파올라 터베이)